# Демидов, Ким Васильевич
Ким Васильевич Демидов (род. 28 июля 1925, Москва) — советский конструктор вооружений, лауреат Ленинской премии.
Родился 28 июля 1925 года в Москве. Имя расшифровывается как Коммунистический интернационал молодёжи.
В феврале 1943 года мобилизован в РККА. Участвовал в боевых действиях с августа 1944 года, служил в 19-й механизированной бригаде 1-й Гвардейской танковой армии (1-й Белорусский фронт). После окончания войны служил в группе Советских войск в Германии до июня 1950 года.
В 1950—1956 гг. студент Московского высшего технического училища им. Баумана, которое окончил с отличием (квалификация инженер-механик). По распределению направлен в ЦКБ-14. Участвовал в создании легкогазовых установок: ВЭП-1, АЦ-1, АЦ-2, ЛГП-9, ЛГП-16, ТКБ-584, ТКБ-18, ТКБ-026. В 1958 году вместе с И. Г. Диваковым внёс техническое предложение по созданию автоматической системы активной защиты танка (АСАЗТ).
В 1960 г. их конструкторское бюро №1 передано в ЦКИБ СОО («Центральное конструкторское исследовательское бюро спортивно-охотничьего оружия») вместе с тематическим планом, сотрудниками, производственно-лабораторным оборудованием и специальными участками. Там работал в должностях: инженер, начальник сектора, ведущий конструктор, начальник отдела, с 1984 по 1990 год — заместитель начальника отделения, с 1990 года — начальник сектора.
С 1966 года вёл научно-исследовательские работы по созданию 40-мм подствольного гранатомёта (совместно с конструкторами В. В. Ребриковым и В. Н. Телешем). Они разработали выстрел с осколочно-кумулятивной гранатой ТКБ-047 и подствольный гранатомёт ТКБ-048 к автомату АКМ.
Лауреат Ленинской премии 1984 года (за работы по созданию комплекса «Дрозд») и премии им. С. И. Мосина 1963 года. Награждён орденом Отечественной войны II степени (06.04.1985) и медалями, в том числе «За отвагу» (19.05.1945), «За взятие Берлина» (22.12.1945) и «За освобождение Варшавы» (10.05.1946).
С января 2013 г. на пенсии. В 2020 году отметил 95-летие.

## Источник
- Лауреаты премии им. С. И. Мосина XX столетия : биографический очерк и тематика работ участников-победителей конкурсов / под ред. А. К. Талалаева. — Тула : Гриф и К, 2002. — С. 39.
- http://www.museum-arms.ru/about/tula-armory/detail.php?ELEMENT_ID=3730
- https://mktula.ru/news/n/tulskiy-talant-vykovannyy-v-boyakh/
- http://www.biograph.ru/index.php/nationdestiny/5268-kbp-tula